# Xã Baker, Quận Lafayette, Arkansas
Xã Baker (tiếng Anh: Baker Township) là một xã thuộc quận Lafayette, tiểu bang Arkansas, Hoa Kỳ. Năm 2010, dân số của xã này là 1.975 người.